# Ваграм (князь Верхнего Хачена)
Ваграм (годы рож. и см. неизв.) — армянский князь Верхнего Хачена конца XIV—начала XV века.
Власть унаследовал после смерти отца Гасана III и 6 братьев при сражении с захватчиками Тамерлана. О нём сохранилась упоминание в рукописи 1411 года. С Ваграмом совластие имели старший сын Григор, а также сыновья братьев — Сейти (сын Шанше) и Турсун (сын Агубуга). Предположительно при жизни Ваграма именно он имел особое главенство в правлении краем.